# Vidala
La vidala est une musique argentine (inspirée à l'origine d'une forme poétique) de la région du Nord-Ouest (Jujuy, Salta, Tucuman), influencée par la proximité de la Bolivie et de la culture inca.

## Origine et évolution

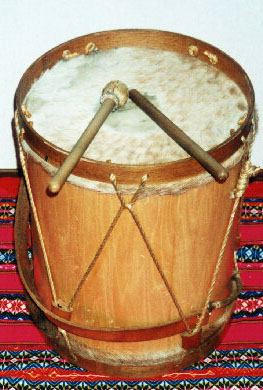
Bombo

La vidala originelle est chantée par un chanteur ou une chanteuse seul(e), accompagné à la caja, comme la baguala traditionnelle, mais avec davantage de notes et davantage de percussions de l'instrument. Elle est encore chantée par les anciens. Elle marque alors nettement sa parenté avec les musiques autochtones, y compris avec certaines mélopées des indiens du sud des Etats-Unis.
Elle se joue de plus en plus au chant et à la guitare, le rythme étant marqué par le bombo argentin (bombo legüero), tambour grave frappé sur la peau et le bois, ou dans sa forme traditionnelle la caja tenue à la main, avec une ou deux mailloches (la deuxième dans la main portante).
Sa mesure est souvent de deux temps.  
Les paroles évoquent les thèmes traditionnels de l'amour, les drames, la dureté de la vie rurale argentine (voir les liens). 
C'est une musique lente et prenante qui se prête à l'interprétation par un chœur. En ceci, elle se rapproche du Yaravi.

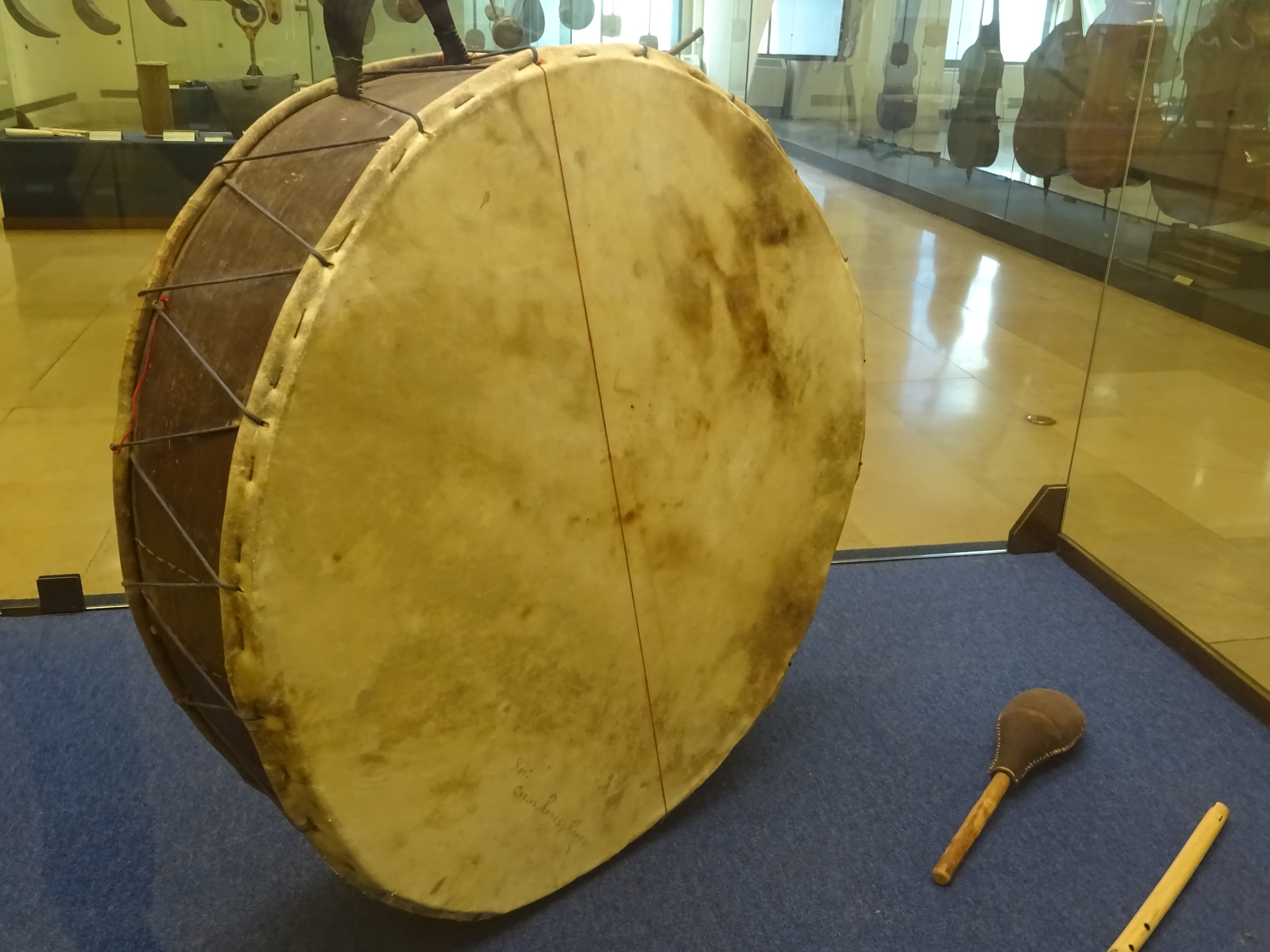
caja

Vidalita et chaya sont tres proches de la vidala.

## Interprètes
- Atahualpa Yupanqui (Vidala para mi sombra...)
- Jorge Cafrune (Vidala sola avec Eduardo Falú...)
- Mercedes Sosa (Vidala de la soledad...)

## Vidala célèbres
- Le Kyrié de la Misa Criolla est une vidala / baguala[3]
- Vidala del Sol
- Vidala para mi sombra (Julio Santos Espinoza / Héctor Roberto Chavero) avec des interprétations anciennes à la guitare (Jorge Cafrune, Atahualpa Yupanqui ) et des interprétations traditionnelles récentes (Los Incas, récemment Pedro Aznar qui revient vers la forme traditionnelle voix et caja)